# Vällingsjön
Vällingsjön är en sjö i Sollefteå kommun i Ångermanland och ingår i Ångermanälvens huvudavrinningsområde. Sjön är 25,7 meter djup, har en yta på 3,36 kvadratkilometer och befinner sig 337 meter över havet. Sjön avvattnas av vattendraget Ledingsån (Bruksån). Vid provfiske har bland annat abborre, elritsa, lake och röding fångats i sjön.

## Delavrinningsområde
Vällingsjön ingår i det delavrinningsområde (697738-156912) som SMHI kallar för Utloppet av Vällingsjön. Medelhöjden är 355 meter över havet och ytan är 10,11 kvadratkilometer. Det finns inga avrinningsområden uppströms utan avrinningsområdet är högsta punkten. Ledingsån (Bruksån) som avvattnar avrinningsområdet har biflödesordning 3, vilket innebär att vattnet flödar genom totalt 3 vattendrag innan det når havet efter 114 kilometer. Avrinningsområdet består mestadels av skog (61 procent). Avrinningsområdet har 3,37 kvadratkilometer vattenytor vilket ger det en sjöprocent på 33,3 procent.

## Fisk
Vid provfiske har följande fisk fångats i sjön:
- Abborre
- Elritsa
- Lake
- Röding
- Öring